# Communauté universitaire
 (décembre 2022).
Ne doit pas être confondu avec Communauté d'universités et établissements.
La communauté universitaire est l'ensemble formé des personnels universitaires (enseignants, techniques et administratifs) et des étudiants en université.

## En France
En France ce terme est défini dans l'article L111-5, du code de l'éducation. Dans le code de l'éducation, les étudiants sont appelés les usagers.